# Гейківка (станція)
Ге́йківка — проміжна залізнична станція Криворізької дирекції Придніпровської залізниці на лінії Кривий Ріг-Головний — Висунь між станціями Мусіївка (12 км) та Висунь (17 км). Розташована у селі Гейківка Криворізького району Дніпропетровської області.

## Історія
Станція відкрита 1884 року в складі дільниці Кривий Ріг — Долинська, тоді ще Катерининської залізниці на перетині Дніпропетровської, Миколаївської та Кіровоградської областей, як невелика допоміжна станція. Назву отримала за одним із селищ, розташованих по сусідству, яке отримало назву від прізвища перших мешканців — Гейко. Одночасно з відкриттям станції було відкрито й невеликий вокзал. Його архітектура хоч і типова, але зустрічається нечасто, та й то в основному в Дніпропетровській області. Це прямокутна в плані будівля з об'єднанням трьох різновисоких об'ємів, а торці будівлі лаконічно прикрашені рустикою. Будівля пережила дві світові війни й навіть попри запеклі бої прекрасно збереглася.
Поблизу станції розташована Дніпровська обласна психіатрична лікарня, де за радянських часів лікарі використовували працю хворих для розвантаження вагонів з вугіллям для потреб селища та лікарні.
1990 року за 2 км на захід від станції Гейківка досліджений курган висотою 0,6 м, в ході якого виявлено 21 поховання, серед них 8 ямних, 9 катакомбних, знайдено посуд, предмети побуту з бронзи. Серед поховань кочівників досліджено опудало коня із залізними вудилами.
З 2001 по 2007 рік начальником станції Гейківка працював Цвітненко Андрій Сергійович (1975—2014) — солдат Збройних сил України, учасник російсько-української війни, у 2015 році він отримав звання «Почесний громадянин Криворізького району», на жаль, посмертно.

## Пасажирське сполучення
На станції зупиняються лише приміські електропоїзди за напрямком Тимкове — Кривий Ріг-Головний — Нікополь / П'ятихатки.